# Telford Street Park
Der Telford Street Park war ein Fußballstadion in den schottischen Highlands in Inverness. Es war die Heimspielstätte des FC Caledonian und des nachfolgenden Fusionsvereins Inverness Caledonian Thistle.

## Geschichte
Der im Jahr 1885 gegründete FC Caledonian spielte bis in die 1920er Jahre im Caledonian Park. Das Gründungsmitglied der Highland Football League spielte ab 1926 im neuen Telford Street Park. 1950 zerstörte ein Feuer die ursprüngliche Haupttribüne, die später neu errichtet wurde.
Durch den Zusammenschluss des FC Caledonian mit Inverness Thistle (gegründet 1885) entstand 1994 Inverness Caledonian Thistle, der im selben Jahr in die Scottish Football League aufgenommen wurde. Als Auflage für die Fusion erhielt der Verein den Auftrag, innerhalb der ersten drei Spielzeiten ein neues Stadion zu bauen, da das alte Stadion nicht mehr den Anforderungen des schottischen Fußballverbandes entsprach. Im gleichen Jahr erhielt der neue Verein ein Kaufangebot von Texas Homecare über 750.000 £ für den Telford Street Park.
1996 zog Inverness Caledonian Thistle in das neue Caledonian Stadium. Der Telford Street Park wurde abgerissen, um Platz für ein Einkaufszentrum zu machen.